# Fryderyk Chopin (Schiff)
Die Fryderyk Chopin ist eine 1992 fertiggestellte stählerne Brigg. Sie wurde 1989 auf der Dora-Werft in Gdingen auf Kiel gelegt und im März 1992 in Dienst gestellt; der Konstrukteur ist Zygmunt Choreń. Sie vereint die Eigenschaften eines Rahseglers mit denen einer Rennyacht, war bei diversen Regatten erfolgreich und besuchte viele internationale Veranstaltungen, wie z. B. die Kieler Woche oder die Hanse Sail in Rostock.
Von 1992 bis 1996 fuhr die Fryderyk Chopin für die „International Class Afloat Foundation“, die Jugendlichen die Möglichkeit bietet, durch das Segeln wertvolle Erfahrungen fürs Leben zu sammeln und Abenteuer auf See zu erleben.
Heute gehört sie zur European School of Law and Administration in Warschau.

## Unfall mit Riggverlust
Während eines Orkansturms südwestlich der Scilly-Inseln verlor die Fryderyk Chopin im Herbst 2010 ihre beiden Masten. Zunächst verlor sie den Vormast. Später brach dann auch der zweite Mast. Die Fryderyk Chopin setzte einen Notruf ab und wurde schließlich von der britischen Küstenwache bei Windstärke 9 in Schlepp genommen. Es sind keine Besatzungsmitglieder zu Schaden gekommen.

## Bildergalerie

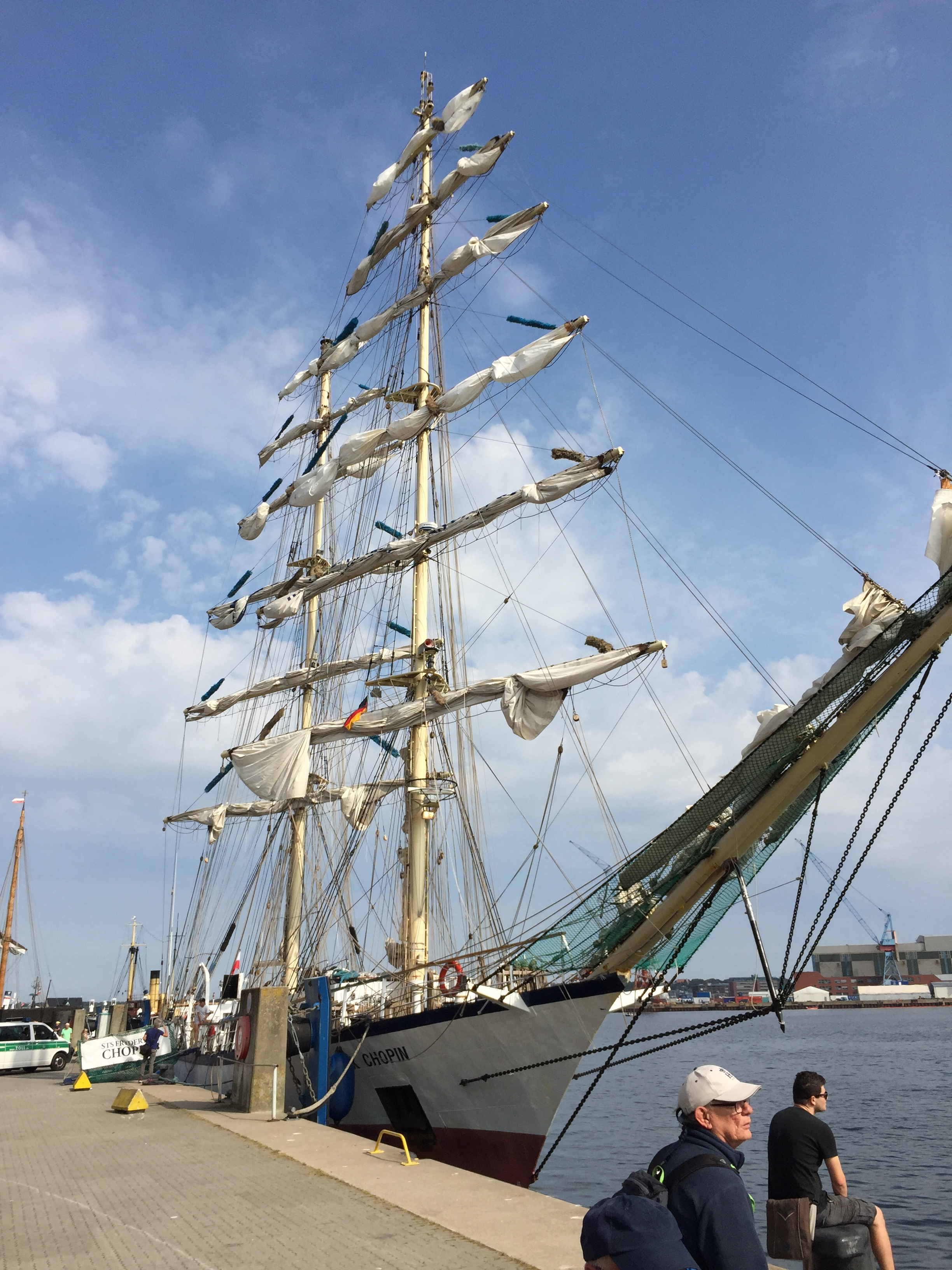
Bugansicht
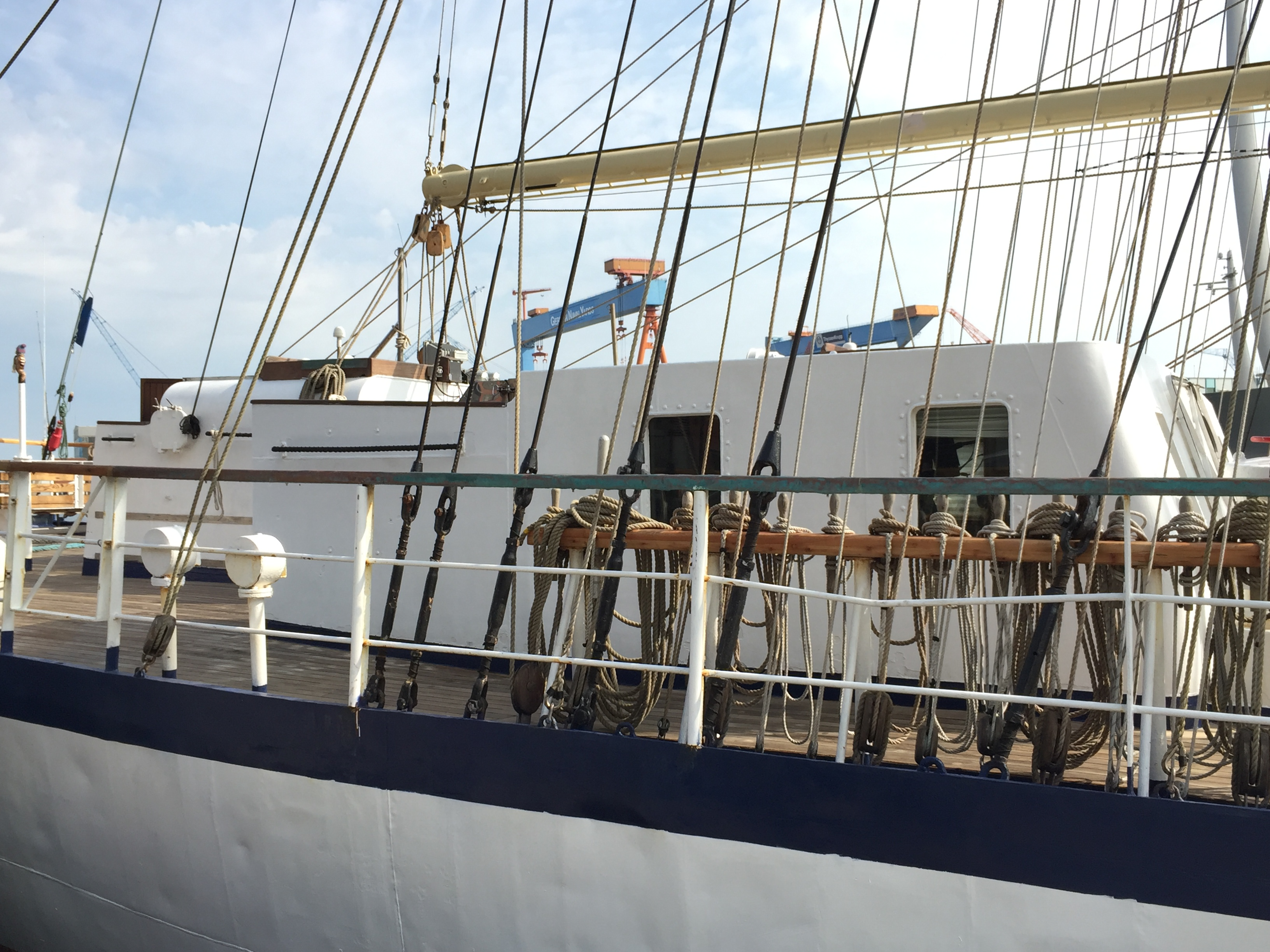
Aufbauten
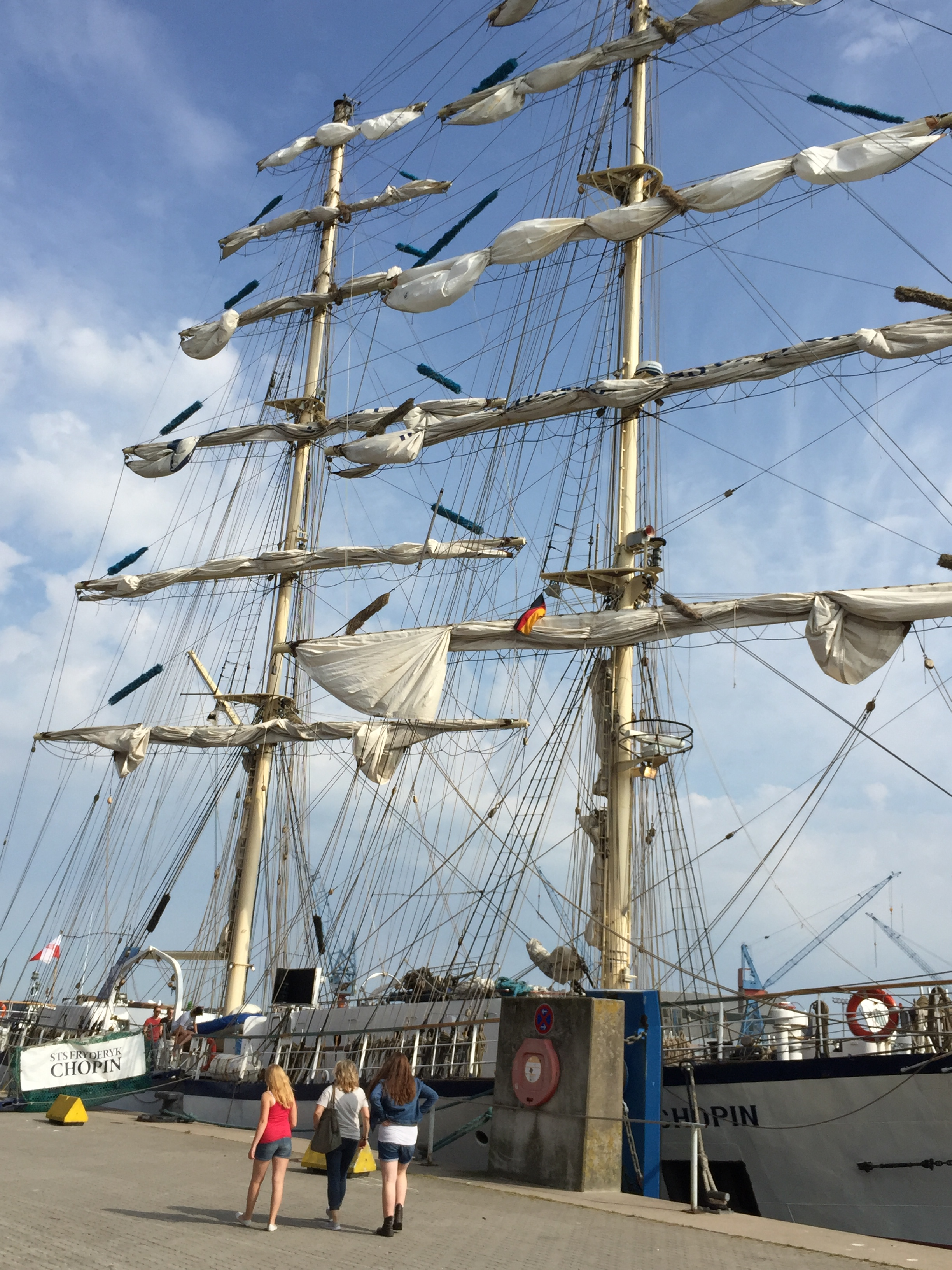
Masten
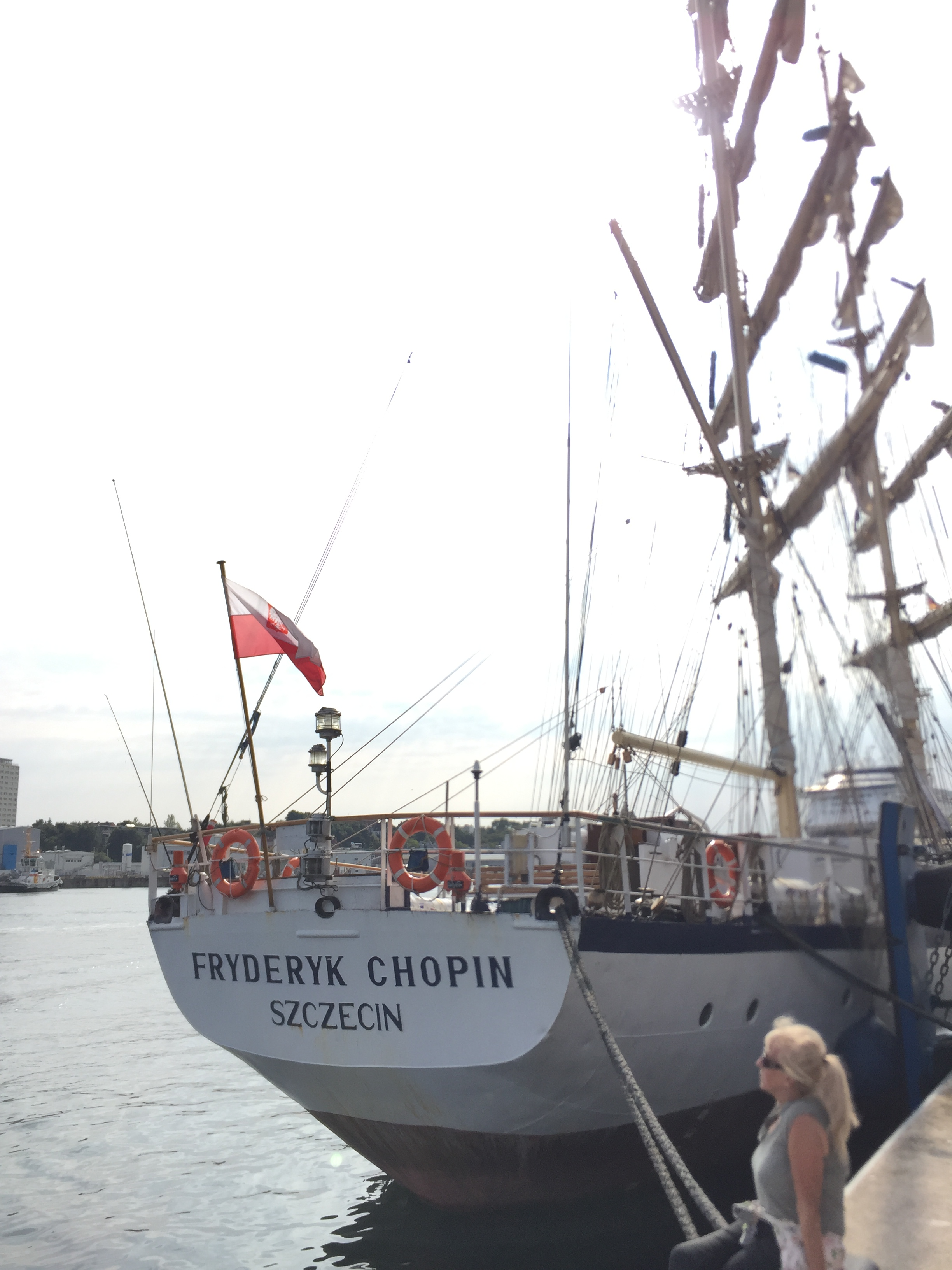
Heckansicht